# مسح أو ار بي لضحايا حرب العراق
في يوم الجمعة الموافق 14 سبتمبر 2007، نشرت وكالة رأي الأعمال البحثية (أو ار بي)، وهي وكالة اقتراع مستقلة مقرها لندن،تقديرات لإجمالي خسائر الحرب في العراق منذ الغزو الذي قادته الولايات المتحدة للعراق عام 2003. مع أكثر من 1.2 مليون حالة وفاة (1,220,580)، هذا التقدير هو أعلى رقم منشور حتى الآن.من هامش الخطأ في الاستطلاع البالغ +/- 2.5 ٪ أو ار بي تم حساب نطاق من 733158 إلى 1,446,063 حالة وفاة.تم إجراء تقدير أو ار بي من خلال مسح عشوائي لـ 1720 من البالغين الذين تزيد أعمارهم عن 18 عامًا، استجاب 1499 منهم، في 15 محافظة من أصل 18 محافظة داخل العراق، بين 12 أغسطس و 19 أغسطس 2007.  وبالمقارنة، اقترح مسح لانسيت لعام 2006 ما يقرب من نصف هذا العدد (654965 حالة وفاة) حتى نهاية يونيو 2006.حسب مؤلفو لانسيت مجموعة من 392,979 إلى 942,636 حالة وفاة.
في 28 يناير2008، نشر أو ار بي تحديثًا بناءً على العمل الإضافي الذي تم تنفيذه في المناطق الريفية في العراق.تم إجراء حوالي600 مقابلة إضافية في الفترة من 20 إلى 24 سبتمبر / أيلول 2007.نتيجة لذلك، تم تعديل تقدير الوفيات إلى 1.033.000 بنطاق معين من 946.000 إلى 1.120.000.  بالإضافة إلى تقدير عدد القتلى، أظهر استطلاع أو ار بي أيضًا أنه على الرغم من العنف، فإن 26٪ فقط من العراقيين يفضلون الحياة في ظل نظام صدام حسين، بينما قال 49٪ إنهم يفضلون الحياة في ظل النظام السياسي الحالي.
تم انتقاد تقدير أو ار بي هذا باعتباره مبالغًا فيه ولا أساس له في الأدبيات التي راجعها النظراء.

## سؤال ونتائج المسح
تم طرح السؤال التالي على المشاركين في استطلاع أو ار بي:
كم عدد أفراد أسرتك، إن وجد، الذين لقوا حتفهم نتيجة للصراع في العراق منذ عام2003 (أي نتيجة العنف وليس الموت الطبيعي مثل الشيخوخة)؟يرجى ملاحظة أنني أعني اولئك الذين كانوا يعيشون بالفعل تحت سقفك.
النتائج المنقحة  كانت
| عدد الوفيات في المنزل | نسبه مئويه من المستجيبين               |
| --------------------- | -------------------------------------- |
| لا أحد                | 72٪                                    |
| واحد                  | 14٪                                    |
| اثنين                 | 3٪                                     |
| ثلاثة                 | 1٪                                     |
| أربعة أو أكثر         | "الرقم أكبر من الصفر ولكن أقل من 0.5٪" |
| لا اعرف               | 2٪                                     |
| لا اجابة              | 8٪                                     |

## أسباب الوفاة
وأفاد موقع أو ار بي أن «48٪ ماتوا متأثرين بطلق ناري، و 20٪ نتيجة انفجار سيارة مفخخة، و 9٪ نتيجة قصف جوي، و 6٪ نتيجة حادث، و 6٪ نتيجة انفجار / ذخيرة أخرى.» 

## المنهجية
من بيان صحفي لـاو ار بي بتاريخ 14 سبتمبر 2007  بخصوص المجموعة الأولى من المقابلات:

- تستند النتائج إلى مقابلات وجهًا لوجه بين عينة تمثيلية على المستوى الوطني من 1720بالغًا فوق 18عامًا في جميع أنحاء العراق (وافق 1499 على الإجابة على السؤال المتعلق بوفيات الأسرة)
- هامش الخطأ المعياري للعينة التي أجابت (1499) هو + 2.5٪
- تستخدم المنهجية عينات احتمالية عشوائية متعددة المراحل وتغطي خمسة عشر محافظة من أصل ثمانية عشر محافظة داخل العراق.لأسباب أمنية لم يتم تضمين كربلاء والأنبار.تم استبعاد أربيل بسبب رفض السلطات منح تصريح للفريق الميداني.

استطلع رأيهم الدكتور منقذ داغر، المدير المؤسس للمعهد المستقل لدراسات الإدارة والمجتمع المدني (IIACS).  وصفت أو ار بي المعهد المستقل لدراسات الإدارة والمجتمع المدني بأنها «شركة استطلاع / أبحاث تأسست في العراق عام 2003 ولديها شبكة من المحاورين تغطي جميع مناطق البلاد».
أو ار بي عضو في مجلس الاقتراع البريطاني.

## النطاق التقديري للوفيات
أفاد تعداد عام 2005 عن 4,050,597 أسرة.من هذا الجرم السماوي حسبت 1220580 حالة وفاة منذ غزو 2003.من هامش الخطأ في الاستطلاع البالغ 2.5٪، جاء أو ار بي بمدى من 733158 إلى 1,446,063 حالة وفاة.

## تحديث يناير 2008: 1,033,000 حالة وفاة
نشرت شركة رأي الأعمال البحثية تحديثًا للمسح في 28 كانون الثاني (يناير) 2008، بناءً على العمل الإضافي الذي تم تنفيذه في المناطق الريفية في العراق.تم إجراء حوالي 600 مقابلة إضافية ونتيجة لذلك تم تعديل تقدير الوفيات إلى 1.033.000 بنطاق معين من 946.000 إلى 1.120.000.
تعرض تقدير استطلاع أو ار بي للنقد في ورقة تمت مراجعتها من قبل الزملاء بعنوان «وفيات الصراع في العراق: نقد منهجي لتقدير مسح أو ار بي»، نُشر في مجلة طرق البحث الاستقصائية.تصف هذه الورقة «بالتفصيل كيف أن استطلاع أو ار بي مليء بالتناقضات الحرجة واوجه القصور المنهجية»، وتخلص إلى أن استطلاع أو ار بي «معيب للغاية ومبالغ فيه ولا أساس له من الصحة للمساهمة في مناقشة التكاليف البشرية لحرب العراق». 
ردد عالم الاوبئة فرانسيسكو تشيتشي هذه الاستنتاجات في مقابلة مع خدمة بي بي سي العالمية 2010، مشيرًا إلى أنه يعتقد أن تقدير أو ار بي كان «مرتفعًا جدًا» و «غير معقول».تقول تشيتشي، مثل الورقة أعلاه، إن «نقطة الضعف الرئيسية» في الاستطلاع كانت الفشل في التمييز بشكل مناسب بين الأسر والعائلة الممتدة.
كما رفض مشروع إحصاء الجثث في العراق ما أسماه «أرقام القتلى المبالغ فيها بشكل كبير» لـ أو ار بي، مستشهدين بورقة طرق البحث الاستقصائية، والتي شارك جوش دوجيرتي من اتفاقية البث الدولية في كتابتها. خلصت اتفاقية البث الدولية إلى أن «الحاجة الملحة هي لمزيد من الحقيقة المتجذرة في التجربة الحقيقية، وليس التلاعب بالأرقام المنفصلة عن الواقع.» 
أكد جون رينتول، كاتب عمود في صحيفة الإندبندنت، أن تقدير أو ار بي «يبالغ في الخسائر بعامل يصل إلى 10» وأن «تقدير أو ار بي نادراً ما تعامل على أنه موثوق من قبل المؤسسات الإعلامية المسؤولة، ولكن لا يزال يتكرر على نطاق واسع من قبل السواعد والجهلاء».